# 조 애들러
조 애들러(Joe Adler, 1993년 3월 29일 ~ )는 미국의 배우이다.